# Niklaus Hasenböhler
Niklaus Hasenböhler (* 13. November 1937 in Basel; † 2. Februar 1994 ebenda) war ein Schweizer Maler und Zeichner.

## Leben und Werk
Niklaus Hasenböhler wuchs in Therwil auf und besuchte den Vorkurs an der Allgemeinen Gewerbeschule Basel. Von 1953 bis 1956 absolvierte er eine Flachmalerlehre.
Anschliessend war er bis 1958 wieder an der Allgemeinen Gewerbeschule Basel und besuchte die Malklasse bei Walter Bodmer und Martin Alfred Christ.
Von 1958 bis 1959 hielt sich Hasenböhler an der Académie Julian und der École des Beaux-Arts in Paris auf. Wieder in Basel arbeitete er als freischaffender Künstler sowie zeitweise als Flachmaler.
Hasenböhler war u. a. mit den Basler Künstler Karl Glatt, Hans Christen, Kurt Fahrner, Werner von Munzenbecher, Marcel Schaffner, Bruno Müller und dem Schriftsteller Jürg Federspiel befreundet. Bedeutende Förderung erfuhr sein Schaffen 1961 durch die Teilnahme an den Ausstellungen 19 junge Basler Künstler sowie 1972 11 junge Basler Künstler.
Seiner eigentlichen gegenständlichen Periode, die mit dem Ende der 1960er-Jahre einsetze, ging das intensive Studium einer gestisch informellen Malerei voraus, die sich am Abstrakten Expressionismus von Franz Kline und Willem de Kooning orientierte. Hasenböhler malte auch Stillleben und mietete sich 1977 ein Atelier in Paris, wo regelmässig mehrere Wochen im Jahr arbeitete.
Zu seinem eigenen Malstil fand Hasenböhler in den frühen 1980er-Jahren. Dieser zeichnete sich durch Drastik und Virtuosität aus. Seine Malthemen fand er in Schlachthäusern sowie bei Prostituierten, die am Rande der Gesellschaft ihren Platz finden.
Hasenböhler erhielt Aufträge und Ankäufe durch den Kunstkredit Basel-Stadt sowie von den Kantonen Basel-Stadt und Baselland. In den späten 1980er-Jahren begann er Zeichnungsserien auszustellen, die seine grosse zeichnerische Begabung aufzeigen. Zudem stellte er seine Werke in zahlreichen Gruppen- und Einzelausstellungen aus, so 1985 in einer Einzelausstellung in der Kunsthalle Basel. Für ein Bild, das er anlässlich des Grossbrands von Schweizerhalle malte, erhielt er 1986 den Kunstpreis der Basler-Zeitung.
Hasenböhler spielte zudem von 1975 bis 1980 Klavier in der Freejazz-Combo Scharlatan-Quintett. 1964 heiratete er Dori, geborene Dill. Ihr gemeinsamer Sohn ist der Künstler und Fotograf Serge Hasenböhler. 1994 verstarb Niklaus Hasenböhler infolge eines Verkehrsunfalls.